# Facteur rhumatoïde

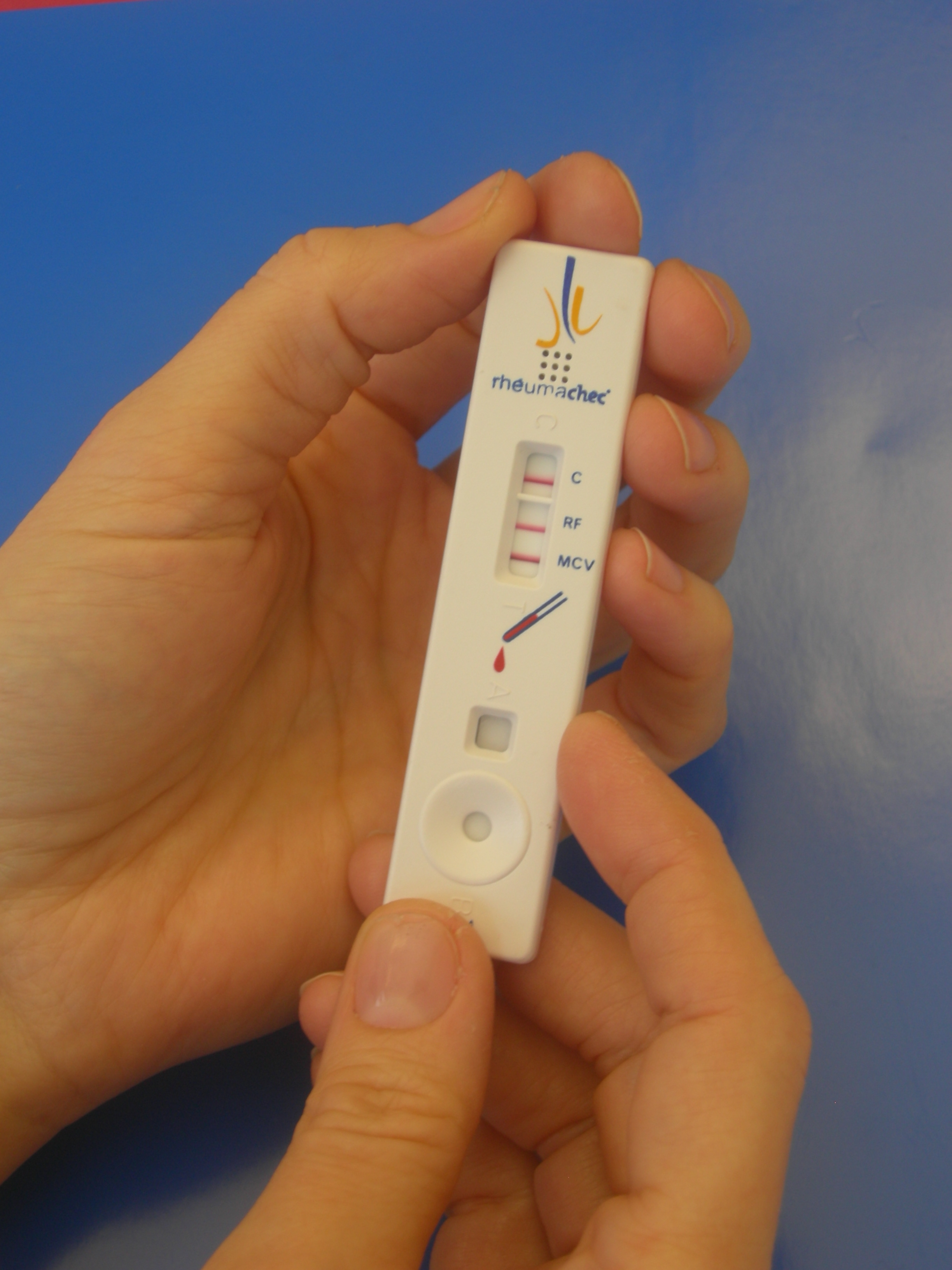
Test POCT pour le diagnostic de la polyarthrite rhumatoïde : détection combinée du facteur rhumatoïde et des Anti-MCV

Le facteur rhumatoïde (FR) est une immunoglobuline anti-IgG dirigée contre le fragment Fc. On distingue :
- les FR agglutinants sont par définition toujours des IgM détectables par les tests d'agglutination classiques utilisant des billes de latex ou des globules rouges (test de Waaler-Rose) recouverts d'IgG ou par des tests immunologiques (néphélométrie, dosage immuno-enzymatique) ;
- les FR non agglutinants (IgA et IgG) sont détectés uniquement par des tests immunologiques.

## Recherche de facteurs rhumatoïdes
La recherche de facteurs rhumatoïdes ne se justifie que dans une circonstance : un rhumatisme inflammatoire débutant en particulier dans les formes oligo- et poly-articulaires.

### Techniques de recherche
Le test idéal est un test quantitatif et reproductible. Les tests les plus utilisés sont immunoenzymatiques (ELISA) ou néphélométriques :
- Les facteurs rhumatoïdes IgM sont exprimés en UI par millilitre;
- Les facteurs rhumatoïdes IgA sont exprimés en Unité par millilitre car il n'existe pas de témoin international validé.

Les tests d'agglutination (Latex et Waaler-Rose) sont toujours utilisés mais sont fastidieux et moins reproductibles.
Le coût de cet examen est d'environ 11 €.

### Interprétation des résultats
Ils peuvent être considérés comme positifs si le titre est > 1/64 pour les méthodes d'agglutination et la valeur > 20 UI/mL pour les FR IgM détectés en ELISA ou en néphélométrie.
Il n'y a pas de valeur validée pour les FR IgA.

## La polyarthrite rhumatoïde
- les FR IgM ont une assez bonne valeur diagnostique dans la PR avec une sensibilité et une spécificité de l'ordre de 80 à 85 % mais :
  - La valeur diagnostique des FR dépend du type et de la durée d'évolution de la PR
    - 20 % des PR n'ont pas de FR quelle que soit l'évolution ;
    - 30 % des PR ont des FR qui n'apparaissent qu'au cours de la 2e année d'évolution;

  - Les FR ne sont pas des marqueurs très spécifiques de la PR car ils sont détectés dans de nombreuses autres circonstances cliniques
- Les facteurs rhumatoïdes IgM ont une bonne valeur pronostique car des taux élevés au début de la maladie sont prédictifs d'une maladie articulaire sévère (destructrice) et de l'apparition éventuelle de signes extra-articulaires (nodule et vasculite rhumatoïde).
- Les FR IgA ont une valeur diagnostique et pronostique comparable aux FR IgM. Leur recherche n'a pas d'intérêt majeur en pratique quotidienne.
- Les FR IgM et IgA ne fluctuent pas parallèlement à la maladie ou à l'efficacité des traitements. Il n'est donc pas justifié de demander des dosages répétés de FR pour surveiller une PR.

## Prévalence des facteurs rhumatoïdes
| Sujet sain                | < 50ans                             | 5 %     |
| Sujet sain                | > 70ans                             | 15 %    |
| Rhumatisme inflammatoires | Polyarthrite rhumatoïde             | 70-90 % |
| Rhumatisme inflammatoires | Syndrome de Gougerot-Sjögren        | 30-80 % |
| Rhumatisme inflammatoires | Lupus systémique                    | 20-30 % |
| Rhumatisme inflammatoires | Sclérodermie                        | 10-20 % |
| Rhumatisme inflammatoires | Rhumatisme psoriasique périphérique | 10-15 % |
| Rhumatisme inflammatoires | Spondylarthropathie                 | <10 %   |
| Infections chroniques     | Leishmaniose                        | 30-50 % |
| Infections chroniques     | Endocardite bactérienne             | 30 %    |
| Infections chroniques     | Lèpre                               | 5-10 %  |
| Infections chroniques     | Tuberculose                         | 5-10 %  |
| Infections chroniques     | Borréliose de Lyme                  | <5 %    |
| Infections chroniques     | Grippe                              | 10-30 % |
| Infections chroniques     | Mononucléose infectieuse            | 10-30 % |
| Infections chroniques     | VHC                                 | 10-50 % |
| Hémopathies lymphoïdes    | Macroglobulinémie de Waldenström    | 10-30 % |
| Hémopathies lymphoïdes    | Leucémie lymphoïde chronique        | 10-30 % |
| Hémopathies lymphoïdes    | Lymphome B                          | 5-7 %   |
| Affections diverses       | Silicose                            | 30 %    |
| Affections diverses       | Asbestose                           | 30 %    |
| Affections diverses       | Sarcoïdose                          | 5-20 %  |
| Affections diverses       | Cirrhose                            | 10-30 % |